# Piotr Walter
Piotr Robert Walter (ur. 11 stycznia 1967 w Warszawie) – polski menedżer i przedsiębiorca mediowy związany z Grupą ITI i TVN.

## Życiorys
Jest absolwentem Columbia College Chicago oraz International Institute for Management Development w Lozannie. Kształcił się również w zakresie dziennikarstwa na Uniwersytecie Warszawskim i reżyserii w PWSFTviT w Łodzi.
W latach 90. był pracownikiem ITI Film Studio. Zaczynał jako montażysta produkcji filmowych i reklamowych, doszedł do stanowiska wiceprezesa tego przedsiębiorstwa. W 1999 został członkiem zarządu spółki akcyjnej TVN i wiceprezesem tej stacji telewizyjnej. W lipcu 2001 objął funkcję prezesa zarządu grupy mediowej i dyrektora generalnego telewizji TVN.
W sierpniu 2009 złożył rezygnację z funkcji prezesa zarządu spółki akcyjnej, od września tego samego roku zastąpił go Markus Tellenbach. Piotr Walter pozostał dyrektorem generalnym telewizji, powołano go również na funkcję wiceprezesa zarządu. W 2012 powołany w skład zarządu Grupy ITI z dniem 1 stycznia 2013 w miejsce swojego ojca. W 2017 został członkiem rady nadzorczej Wirtualnej Polski, a w 2021 jej przewodniczącym.
W 2011 powołany w skład rady Polskiego Instytutu Sztuki Filmowej.

## Wyróżnienia
Wyróżniony m.in. tytułem „Człowieka Roku Przemysłu Mediowego 2005” w konkursie Impactor, a także tytułem „Managera 2005 Roku” przez redakcje pisma „Manager Magazin”.

## Życie prywatne
Jest synem Mariusza Waltera i Bożeny Walter. Żonaty z Anną, ma córkę i syna.